# ロブ・カーマン
ロブ・カーマン（Rob Kaman、1960年6月5日 - 2024年3月31日）は、オランダの男性キックボクサー。アムステルダム出身。

## 人物
子供の頃はサッカーに夢中になり、アヤックス・アムステルダムユースチームに所属していた。類稀な運動神経でサッカーにおいても目立つ存在だった。将来を期待された選手だったが、チームスポーツに馴染めなかったために、個人競技に転向したいと思い、格闘技に興味を持ち、16歳の時にインドネシアの伝統武術であるプンチャック・シラットを始めた。
キックボクサーのルシアン・カルビンの試合を見た後、19歳の時にキックボクシングの名門、オランダ目白ジムに入門し、カルビン、そしてヤン・プラスの下でムエタイとキックボクシングの練習を始めた。4か月後に初試合を行い、フランス国内王者のカリロンと対戦して判定負け。その後、勝ち星を重ねてA級に昇格すると、ベニー・ユキーデの従兄弟のブリンキー・ロドリゲスと対戦しローキックで2RKO勝ちし、国際的に名前が知られるようになった。
人間的にも素晴らしく、その人格には高い評価が与えられている。自分の車を貸した友人がその車で銀行強盗を起こした際、友人は背格好も容姿もカーマンにそっくりだった為にカーマンが逮捕された。カーマンは冤罪であったが罪をかぶり、その友人の代わりに自分が刑務所に入ったという逸話がある。彼によればその方が友人を反省させられると考えたからだと言う。服役したカーマンの姿に、良心の呵責に苛まれた友人は自首し事件は一件落着した。
1980年代後半は日本のリングに登場し、低迷する日本のキック界をカーマンが盛り上げ格闘技ブームの一翼を担った。

## 来歴
1983年9月23日、WKA世界王座に挑戦。ジョン・モンカイヨと対戦しローキックで3R KO勝ちしヨーロッパ系のキックボクサーとして初のWKAの世界王者となった。
1984年1月12日、パーヤップ・プレンチャイ（タイ）とムエタイルールで対戦し、勝利を収めた。4月にアメリカ・フロリダ州でモンカイヨと再戦し、これを2R KO（パンチ）で退ける。同年12月28日には香港でサーマート・プラサンミット（タイ）に、ジャン・マルク・トーナスにWKAフルコンタクトヨーロッパ王座決定戦で勝利した。
1987年11月15日、全日本キックボクシング連盟興行で初来日。1Rでラックチャート・ソーパサドポンをKOし、日本でも知られる存在になった。これを機に日本での試合のオファーが増え、カークウッド・ウォーカー、ドン・中矢・ニールセンといった強豪キックボクサーと対戦しその試合全てを勝利した。
1989年4月9日、オランダでヤン・ウェッセルと対戦するも敗北。しかし、その年の終わりにウェッセルと再戦し2R KOで下しリベンジに成功した。
1989年10月21日、全日本キック後楽園ホール大会で、プロレスラーのサムソン・ネグロ（イギリス）と異種格闘技戦を行い、3R 38秒 左膝蹴りでKO勝ちした。
1990年に映画「ブラッドフィスト」に出演し、ドン・ウィルソンとの共演も果たした。同年、長男が誕生。
1990年6月30日、日本武道館で行われたWKA世界ジュニアライトヘビー級王座防衛戦で、ピーター・スミット（オランダ/WKAヨーロッパ王者）と対戦。10R 2分10秒 右ストレートでKO負け、王座から陥落した。
1990年9月28日、全日本キック武道館大会で西良典と対戦、1RKO勝ち。またオランダでアーネスト・ホーストにも5R KO勝ちした。
1991年6月29日、ピーター・スミットを破りルック・フレヘイヤーが戴冠したWKA世界王座にフランスのパリで挑み、5R 1分36秒レフリーストップによるTKO勝ちで王座に返り咲いた。この年はフランスを主戦場にしてリック・ルーファス、ジャスティン・ワードといった選手と対戦した。
1992年6月20日、当時フルコンタクトルールで史上最強と言われたジャン・イヴ・テリオーの持つISKAフルコンタクト世界王座に挑戦し、TKO勝ちを収め新王者となった。
1993年11月26日、オランダ王者のリック・ヴァン・ダムに2RKO勝ちすると、2本の映画に出演。その際、ジャン＝クロード・ヴァン・ダムと共演。
1993年12月19日、K-1が主催したK-2 GRAND PRIX '93に参戦。1回戦でチャンプア・ゲッソンリットと対戦、ダウンを奪われての判定負け。
1995年1月7日、フランスのパリで行われたK-2 France Grand Prix'95（K-1が主催）に参戦。決勝戦でジェロム・ターカン（フランス）を4RにハイキックでKO勝ちし優勝した。
1999年10月24日、オランダで開催されたIt's Showtimeで引退試合を行い、アマチュアキックボクシングの世界選手権で優勝したアレクセイ・イグナショフと対戦。
現役引退後は、アメリカでMMA選手のトレーナーをしており、ブランドン・ヴェラ、ジェイソン・ミラーらを指導した。
2024年3月31日の夜に死去。63歳没。

## 戦績

### キックボクシング
| 勝敗 | 対戦相手                       | 試合結果                         | 大会名                                                             | 開催年月日     |
| ○    | アレクセイ・イグナショフ       | 3分5R終了 判定3-0                | It's Showtime                                                      | 1999年10月24日 |
| ×    | ジャン＝クロード・リビエール   | 5R 0:43 TKO（戦意喪失）          | K-1 HERCULES '96                                                   | 1996年12月8日  |
| ○    | ジェロム・ターカン             | 3R+延長1R KO（ハイキック）       | K-2 France Grand Prix 1995 【決勝戦】                              | 1995年1月7日   |
| ○    | トスカ・ペトリディス           | 3分3R終了 判定                   | K-2 France Grand Prix 1995 【準決勝】                              | 1995年1月7日   |
| ○    | ラベル・ロビンソン             | 1R 2:35 KO（ローキック）         | K-2 France Grand Prix 1995 【1回戦】                               | 1995年1月7日   |
| ○    | ジェロム・ターカン             | KO（ローキック）                 |                                                                    | 1994年6月25日  |
| ×    | リック・ルーファス             | 2R KO（左フック）                |                                                                    | 1994年2月5日   |
| ×    | チャンプア・ゲッソンリット     | 3分3R終了 判定3-0                | K-2 GRAND PRIX '93 【1回戦】                                       | 1993年12月19日 |
| ○    | アダム・ワット                 | 2R 0:49 KO（左フック）           | 格闘技シンポジウム～総合格闘技完成前夜                             | 1992年12月11日 |
| △    | 佐竹雅昭                       | 5R終了 ドロー                    | リングス MEGA BATTLE SPECIAL 礎～ISHIZUE                           | 1992年8月21日  |
| ○    | アダム・ワット                 | 2R 2:18 KO（左ボディアッパー）   | 硬派er～'92格闘技オリンピックⅠ                                     | 1992年3月26日  |
| ○    | アーネスト・ホースト           | 5R KO（左フック）                | The Battle of the Year                                             | 1990年11月18日 |
| ○    | 西良典                         | 1R 1:51 KO（右ロングフック）     | INSPIRING WARS HEAT 928 IN BUDOKAN                                 | 1990年9月28日  |
| ×    | ピーター・スミット             | 10R 2:09 KO（右ストレート）      | INSPIRING WARS-HEAT630 WKA世界ジュニアライトヘビー級タイトルマッチ | 1990年6月30日  |
| ○    | ドミニク・シーグラー           | 1R 2:21 KO（右ローキック）       | INSPIRING WARS SECOND                                              | 1990年3月31日  |
| ○    | ドン・中矢・ニールセン         | 3R 0:44 KO（右ショートフック）   | 今世紀最大の激突！                                                 | 1989年9月5日   |
| ○    | ショーン・オレガン             | 2R 1:00 KO（左フック）           | 格闘技大戦争パート5                                                | 1988年11月25日 |
| ○    | カリブ・ゲイブ・カールマイケル | 3R 1:43 KO（右ローキック）       | 格闘技大戦争パート4                                                | 1988年10月14日 |
| ○    | サンディアゴ・ガルザ           | 3R 0:35 KO（右ローキック）       | 格闘技大戦争 Part III                                              | 1988年7月16日  |
| ○    | ハンスー・プレムチャイ         | 1R 1:46 KO（パンチ連打）         | 格闘技大戦争PART2                                                  | 1988年5月29日  |
| ○    | カークウッド・ウォーカー       | 4R 1;55 KO（左フック）           | 格闘技大戦争                                                       | 1988年3月12日  |
| ○    | ラクチャート・ソーパサドポン   | 1R 0:38 KO（右ボディストレート） | BEST OF KICK BOXING Super Fight 3                                  | 1987年11月15日 |

### 異種格闘技戦
| 勝敗 | 対戦相手         | 試合結果               | 大会名            | 開催年月日     |
| ○    | サムソン・ネグロ | 3R 0:38 KO（左膝蹴り） | 世紀の激突第5弾!! | 1989年10月21日 |

### 総合格闘技
| 勝敗 | 対戦相手 | 試合結果                          | 大会名                        | 開催年月日    |
| ○    | 角田信朗 | 3R 2:03 TKO（レフェリーストップ） | リングス MEGA BATTLE 1st 回天 | 1992年1月25日 |

## 獲得タイトル
- IKBFフルコンタクト世界ライトヘビー級王座
- WKAフルコンタクト世界ミドル級王座
- PKAフルコンタクトヨーロッパ王座
- WKAフルコンタクト世界ライトヘビー級王座
- IMTF世界ムエタイライトヘビー級王座
- WKAフルコンタクト世界スーパーライトヘビー級王座
- ISKAフルコンタクト世界ミドル級王座
- ISKAオリエンタル世界ライトヘビー級王座
- K-2 France Grand Prix'95 優勝

## 出演映画作品
- ブラッドフィスト（1990年）
- ダブルチーム（1997年）